# Oravce
Oravce es un municipio situado en el distrito de Banská Bystrica, en la región de Banská Bystrica, Eslovaquia. Tiene una población estimada, en julio de 2023, de 177 habitantes.
Está ubicado en la zona centro-norte de la región, cerca del río Hron —un afluente izquierdo del Danubio— y de la frontera con la región de Žilina.

## Demografía
| Año        | 1994 | 2004     | 2014    | 2024    |
| ---------- | ---- | -------- | ------- | ------- |
| Población  | 137  | 178      | 183     | 185     |
| Diferencia |      | +29,92 % | +2,80 % | +1,09 % |

| Año        | 2023 | 2024    |
| ---------- | ---- | ------- |
| Población  | 182  | 185     |
| Diferencia |      | +1,64 % |